# Barnabás Szőllős
Barnabás Szőllős (hebräisch ברנבאס סזלס; * 13. Dezember 1998 in Budapest) ist ein ungarisch-israelischer Skirennläufer und Freestyle-Skier. Er startet in allen alpinen Disziplinen sowie im Skicross. Seine Geschwister Benjamin und Noa sind ebenfalls Skirennläufer.

## Biografie
Barnabás Szőllős kam in Budapest zur Welt, wanderte aber bereits in jungen Jahren nach Österreich aus, um sich dem Skisport widmen zu können. Vater Peter (* 1968) war in den 1990er-Jahren als Skirennläufer aktiv und hatte Israel bei den Weltmeisterschaften 1993 in Morioka repräsentiert.

### Jugend und Europacup
Szőllős bestritt kurz nach seinem 16. Geburtstag in Pfelders seine ersten FIS-Rennen. Im Januar 2015 nahm er am Europäischen Olympischen Jugendfestival in Malbun teil und belegte die Ränge 28 und 50 in Slalom und Riesenslalom. Im folgenden März erreichte er bei seinen ersten Juniorenweltmeisterschaften in Hafjell Slalomrang 49. Die Olympischen Jugendspiele von Lillehammer beendete er auf den Rängen sieben und 14 in den beiden technischen Disziplinen, im Rahmen der Juniorenweltmeisterschaften in Sotschi ließ er die Plätze 30 und 35 folgen. In der Folge gelangen ihm mehrere Podestplätze bei FIS- und Juniorenrennen. Im März 2017 entschied er den Slalom im Rahmen der international besetzten montenegrinischen Meisterschaften für sich.
Wegen Problemen mit dem ungarischen Skiverband – es drohte eine Sperre aufgrund einer nicht eingereichten ärztlichen Bescheinigung – entschieden sich die Szőllős-Geschwister 2017 für einen Nationenwechsel und treten seither für Israel an. Barnabás belegte bei den Juniorenweltmeisterschaften 2018 in Davos die Ränge 19 und 29 in den schnellen Disziplinen Abfahrt und Super-G. Zwei Wochen später gab er im Sarntal sein Europacup-Debüt und erreichte mit Platz 42 in der Kombination sein vorläufig bestes Resultat. Bei seiner vierten und letzten Juniorenweltmeisterschaften im Fassatal gelang ihm mit Abfahrtsrang 17 sein bestes Ergebnis. In der Saison 2020/21 trat er erstmals im Europacup der Skicrosser an, konnte bisher aber keine Platzierung in den Punkterängen erreichen.

### Großereignisse und Weltcup
Ohne zuvor ein Weltcup-Rennen bestritten zu haben, nahm Barnabás Szőllős im Februar 2015 an den Weltmeisterschaften in Vail/Beaver Creek teil und war mit gerade einmal 16 Jahren einer der jüngsten Teilnehmer. Er belegte im Riesenslalom Platz 84. Seine zweiten Weltmeisterschaften bestritt er sechs Jahre später in Cortina d’Ampezzo, wo er in allen fünf Disziplinen an den Start ging. Sein bestes Resultat gelang ihm mit Rang 13 in der Kombination gut fünf Sekunden hinter Sieger Marco Schwarz. Auch im Riesenslalom, im Super-G und in der Abfahrt schnitt er mit den Rängen 25, 29 und 30 gut ab, lediglich im Slalom schied er aus. Am 17. Dezember 2021 gab er im Super-G auf der Saslong sein Weltcup-Debüt und erreichte den vorletzten Platz. Seinen bislang größten Erfolg konnte Szőllős bei den Olympischen Spielen von Peking verbuchen. Nach zwei 30. Rängen in den ersten beiden Rennen wurde er in der Kombination mit 1,75 Sekunden Rückstand auf Sieger Johannes Strolz Sechster und egalisierte damit das 20 Jahre zuvor vom Eistanzpaar Sergei Sachnowski/Galit Chait aufgestellte beste Ergebnis Israels im Rahmen Olympischer Winterspiele.

## Erfolge

### Olympische Spiele
- Peking 2022: 6. Kombination, 22. Riesenslalom, 23. Slalom, 30. Abfahrt, 30. Super-G

### Weltmeisterschaften
- Vail/Beaver Creek 2015: 84. Riesenslalom
- Cortina d’Ampezzo 2021: 13. Alpine Kombination, 25. Riesenslalom, 29. Super-G, 30. Abfahrt
- Méribel/Courchevel 2023: 11. Alpine Kombination, 34. Super-G, 37. Abfahrt, 42. Slalom, 56. Riesenslalom
- Saalbach-Hinterglemm 2025: 20. Team-Kombination, 37. Abfahrt

### Juniorenweltmeisterschaften
- Hafjell 2015: 49. Slalom
- Sotschi 2016: 30. Slalom, 35. Riesenslalom
- Davos 2018: 19. Abfahrt, 29. Super-G
- Fassatal 2019: 17. Abfahrt

### Weitere Erfolge
- Sieg bei den montenegrinischen Meisterschaften im Slalom 2017
- 3 Siege in FIS-Rennen